# ナシュル
ナシュル（アラム語 (ハトラ方言): 𐣭𐣱𐣣𐣥、Naṣru）は、ハトラ（現在のイラク北部のニーナワー県モースルの南西約100km）の統治者。

## 略歴
ナシュルは、ハトラの地方総督。ナシュルはハトラで発見された少なくとも34の碑文で言及されている。碑文のうち3つは日付が記載されている（AD128/29とAD137/38の間）。4番目のものは、ナシュルが死んだ後に最も可能性の高い日付で、紀元前176/177年を与えている。AD137/138に日付を付けた碑文は、市の壁と市の門の建物を報告している。
ナシュルは謎に包まれた称号mryを持っていたが、これは「主人」「総督」「管理者」という意味である。ナシュルはナスリハブの息子であり、ヴォロガシュとサナトゥルク1世の父でもある。